# Celtic Football Club 2015-2016
Questa voce raccoglie le informazioni riguardanti il Celtic Football Club nelle competizioni ufficiali della stagione 2015-2016.

## Stagione
- In Scottish Premiership il Celtic si classifica al primo posto (86 punti) e vince per la 47ª volta il campionato.
- In Scottish Cup viene eliminato in semifinale dai Rangers (5-4 ai rigori, dopo il 2-2 ai supplementari).
- In Scottish League Cup viene eliminato in semifinale dal Ross County (3-1).
- In Champions League supera il primo turno preliminare battendo gli islandesi dello Stjarnan (6-1) e il secondo turno preliminare battendo gli azeri del Qarabağ (1-0), poi perde al turno di spareggi contro gli svedesi del Malmö FF (3-4).
- In Europa League disputa la fase a gironi. Inserito nel gruppo A con Ajax, Fenerbahçe e Molde, si classifica al quarto posto con 3 punti.

## Maglie e sponsor
Per l'attuale stagione Magners rimane lo sponsor ufficiale del Celtic, mentre cambia lo sponsor tecnico: non più Nike, ma New Balance.
| Casa | Trasferta | Terza divisa |

## Rosa
Dal sito ufficiale della società.
| N. |                        | Ruolo | Calciatore             |
| -- | ---------------------- | ----- | ---------------------- |
| 1  | Scozia (bandiera)      | P     | Craig Gordon           |
| 2  | Inghilterra (bandiera) | D     | Tyler Blackett         |
| 3  | Honduras (bandiera)    | D     | Emilio Izaguirre       |
| 4  | Nigeria (bandiera)     | D     | Efe Ambrose            |
| 5  | Paesi Bassi (bandiera) | D     | Virgil van Dijk        |
| 5  | Croazia (bandiera)     | D     | Jozo Šimunović         |
| 6  | Israele (bandiera)     | C     | Nir Biton              |
| 7  | Turchia (bandiera)     | A     | Nadir Çiftçi           |
| 8  | Scozia (bandiera)      | C     | Scott Brown (capitano) |
| 9  | Svezia (bandiera)      | A     | Leigh Griffiths        |
| 10 | Irlanda (bandiera)     | A     | Anthony Stokes         |
| 11 | Paesi Bassi (bandiera) | C     | Derk Boerrigter        |
| 12 | Serbia (bandiera)      | A     | Stefan Šćepović        |
| 13 | Turchia (bandiera)     | A     | Colin Kâzım-Richards   |
| 14 | Scozia (bandiera)      | C     | Stuart Armstrong       |
| 15 | Scozia (bandiera)      | C     | Kris Commons           |
| 16 | Scozia (bandiera)      | C     | Gary Mackay-Steven     |
| 17 | Scozia (bandiera)      | C     | Ryan Christie          |
| 18 | Australia (bandiera)   | C     | Tom Rogić              |
| 19 | Scozia (bandiera)      | C     | Scott Allan            |
| 20 | Belgio (bandiera)      | D     | Dedryck Boyata         |

| N. |                        | Ruolo | Calciatore       |
| -- | ---------------------- | ----- | ---------------- |
| 21 | Scozia (bandiera)      | D     | Charlie Mulgrew  |
| 22 | Svizzera (bandiera)    | D     | Saidy Janko      |
| 23 | Svezia (bandiera)      | D     | Mikael Lustig    |
| 24 | Inghilterra (bandiera) | A     | Carlton Cole     |
| 25 | Norvegia (bandiera)    | C     | Stefan Johansen  |
| 26 | Belgio (bandiera)      | P     | Logan Bailly     |
| 27 | Inghilterra (bandiera) | C     | Patrick Roberts  |
| 28 | Danimarca (bandiera)   | D     | Erik Sviatchenko |
| 34 | Irlanda (bandiera)     | D     | Eoghan O'Connell |
| 38 | Italia (bandiera)      | P     | Leonardo Fasan   |
| 41 | Inghilterra (bandiera) | D     | Darnell Fisher   |
| 42 | Scozia (bandiera)      | C     | Callum McGregor  |
| 46 | Scozia (bandiera)      | C     | Dylan McGeouch   |
| 49 | Scozia (bandiera)      | C     | James Forrest    |
| 51 | Scozia (bandiera)      | C     | Anthony Ralston  |
| 52 | Scozia (bandiera)      | C     | Joe Thomson      |
| 53 | Scozia (bandiera)      | C     | Liam Henderson   |
| 63 | Scozia (bandiera)      | D     | Kieran Tierney   |
| 64 | Scozia (bandiera)      | A     | Aidan Nesbitt    |
| 99 | Scozia (bandiera)      | A     | Jack Aitchison   |

## Calciomercato

### Sessione estiva(dall'1/7 all'1/9)
| Acquisti | Acquisti                  | Acquisti        | Acquisti                 |
| R.       | Nome                      | da              | Modalità                 |
| -------- | ------------------------- | --------------- | ------------------------ |
| D        | Jozo Šimunović            | Dinamo Zagabria | definitivo (7,5 mln €)   |
| C        | Ryan Christie             | Inverness       | definitivo               |
| D        | Tyler Blackett            | Manchester Utd  | prestito                 |
| C        | Scott Allan               | Hibernian       | definitivo (0,385 mln €) |
| A        | Nadir Çiftçi              | Dundee Utd      | definitivo (2,09 mln €)  |
| D        | Dedryck Boyata            | Manchester City | definitivo (2,00 mln €)  |
| P        | Logan Bailly              | OH Lovanio      | definitivo (0,347 mln €) |
| D        | Saidy Janko               | Manchester Utd  | definitivo               |
| C        | Dylan McGeouch            | Hibernian       | fine prestito            |
| A        | Amido Baldé               | Hapoel Tel Aviv | fine prestito            |
| A        | Teemu Pukki               | Brøndby         | fine prestito            |
| A        | Hólmbert Aron Friðjónsson | Brøndby         | fine prestito            |
| C        | Jackson Irvine            | Ross County     | fine prestito            |
| C        | Stuart Findlay            | Dumbarton       | fine prestito            |
| C        | John Herron               | Cowdenbeath     | fine prestito            |
| A        | Paul McMullan             | Stenhousemuir   | fine prestito            |
| C        | Liam Henderson            | Rosenborg       | fine prestito            |

| Cessioni | Cessioni                  | Cessioni        | Cessioni                   |
| R.       | Nome                      | da              | Modalità                   |
| -------- | ------------------------- | --------------- | -------------------------- |
| C        | Ryan Christie             | Inverness       | prestito (fino all'1/1)    |
| D        | Eoghan O'Connell          | Oldham Athletic | prestito (fino a novembre) |
| D        | Virgil van Dijk           | Southampton     | definitivo (15,7 mln €)    |
| A        | Stefan Šćepović           | Getafe          | prestito                   |
| C        | Darnell Fisher            | St. Johnstone   | prestito                   |
| C        | Dylan McGeouch            | Hibernian       | definitivo                 |
| C        | Liam Henderson            | Hibernian       | prestito                   |
| D        | Adam Matthews             | Sunderland      | definitivo (2,8 mln €)     |
| A        | John Guidetti             | Manchester City | fine prestito              |
| D        | Jason Denayer             | Manchester City | fine prestito              |
| C        | Aleksandăr Tonev          | Aston Villa     | fine prestito              |
| C        | Mubarak Wakaso            | Rubin           | fine prestito              |
| P        | Łukasz Załuska            |                 | svincolato                 |
| A        | Teemu Pukki               | Brøndby         | definitivo                 |
| A        | Hólmbert Aron Friðjónsson | KR Reykjavík    | definitivo                 |
| C        | Jackson Irvine            | Ross County     | definitivo                 |
| A        | Paul McMullan             | St. Mirren      | prestito (fino a gennaio)  |
| A        | Amido Baldé               |                 | svincolato                 |
| D        | Joe Chalmers              |                 | svincolato                 |
| C        | John Herron               | Blackpool       | definitivo                 |
| D        | Stuart Findlay            | Kilmarnock      | prestito                   |
| C        | Michael Duffy             | Alloa Athletic  | prestito                   |
| C        | Connor McManus            | Alloa Athletic  | prestito                   |
| D        | Calum Waters              | Dumbarton       | prestito                   |

### Trasferimenti tra le due sessioni
| Acquisti | Acquisti         | Acquisti        | Acquisti      |
| R.       | Nome             | da              | Modalità      |
| -------- | ---------------- | --------------- | ------------- |
| D        | Eoghan O'Connell | Oldham Athletic | fine prestito |
| A        | Carlton Cole     | svincolato      |               |

| Cessioni | Cessioni | Cessioni | Cessioni |
| R.       | Nome     | da       | Modalità |
| -------- | -------- | -------- | -------- |

### Sessione invernale(dal 2/1 all'1/2)
| Acquisti | Acquisti             | Acquisti        | Acquisti                      |
| R.       | Nome                 | da              | Modalità                      |
| -------- | -------------------- | --------------- | ----------------------------- |
| C        | Ryan Christie        | Inverness       | fine prestito                 |
| D        | Erik Sviatchenko     | Midtjylland     | definitivo (2,50 mln €)       |
| C        | Patrick Roberts      | Manchester City | prestito (fino a giugno 2017) |
| A        | Colin Kâzım-Richards | Feyenoord       | definitivo                    |
| A        | Paul McMullan        | St. Mirren      | fine prestito                 |

| Cessioni | Cessioni       | Cessioni        | Cessioni |
| R.       | Nome           | da              | Modalità |
| -------- | -------------- | --------------- | -------- |
| A        | Anthony Stokes | Hibernian       | prestito |
| A        | Nadir Çiftçi   | Eskişehirspor   | prestito |
| A        | Aidan Nesbitt  | Partick Thistle | prestito |
| D        | Jack Breslin   | Annan Athletic  | prestito |

### Trasferimenti dopo la sessione invernale
| Acquisti | Acquisti             | Acquisti        | Acquisti                      |
| R.       | Nome                 | da              | Modalità                      |
| -------- | -------------------- | --------------- | ----------------------------- |
| D        | Eoghan O'Connell     | Cork City       | fine prestito anticipata      |
| D        | Erik Sviatchenko     | Midtjylland     | definitivo (2,50 mln €)       |
| C        | Patrick Roberts      | Manchester City | prestito (fino a giugno 2017) |
| A        | Colin Kâzım-Richards | Feyenoord       | definitivo                    |

| Cessioni | Cessioni         | Cessioni        | Cessioni                 |
| R.       | Nome             | da              | Modalità                 |
| -------- | ---------------- | --------------- | ------------------------ |
| D        | Eoghan O'Connell | Cork City       | prestito (fino al 27/04) |
| A        | Paul McMullan    | Greenock Morton | prestito                 |
| A        | Aidan Nesbitt    | Partick Thistle | prestito                 |
| C        | Derk Boerrigter  |                 | svincolato               |

## Risultati

### Scottish Premiership

#### Stagione regolare
| Arbitro: | Collum |

|                                  |           |  |
| Griffiths 4’ (rig.) Johansen 35’ | Marcatori |  |

| Arbitro: | Beaton |

|  |           |                       |
|  | Marcatori | 18’ Rogić 63’ Commons |

| Arbitro: | Allan |

|                                      |           |                        |
| Magennis 44’ Higginbotham 88’ (rig.) | Marcatori | 3’ Griffiths 55’ Biton |

| Arbitro: | Thomson |

|                                            |           |                        |
| Lustig 8’ Griffiths 12’ Armstrong 55’, 69’ | Marcatori | 71’ Christie 78’ López |

| Arbitro: | Collum |

|                    |           |                                              |
| Erskine 45’ (rig.) | Marcatori | 17’ Griffiths 44’ (aut.) Durnan 74’ McGregor |

| Arbitro: | Beaton |

|                                     |           |                   |
| Griffiths 18’ Rogić 45’ Mulgrew 67’ | Marcatori | 11’ (aut.) Boyata |

| Arbitro: | Thomson |

|                             |           |                      |
| Rooney 56’ (rig.) Quinn 86’ | Marcatori | 35’ (rig.) Griffiths |

| Arbitro: | McLean |

|                                                                 |           |  |
| Rogić 14’ Griffiths 16’ Izaguirre 54’, 61’ Brown 87’ Çiftçi 87’ | Marcatori |  |

| Glasgow 26 settembre 2015, ore 16:00 CEST 9ª giornata | Celtic | 0 – 0 referto | Hearts | Celtic Park (46.297 spett.)\| Arbitro: \| Clancy \| |
| Arbitro:                                              | Clancy |               |        |                                                     |

| Arbitro: | McLean |

|           |           |                          |
| Kurtaj 4’ | Marcatori | 26’ Boyata 31’ Griffiths |

| Arbitro: | Muir |

|  |           |            |
|  | Marcatori | 15’ Çiftçi |

| Arbitro: | Thomson |

|                                                                    |           |  |
| Griffiths 23’ Boyata 40’ Commons 45+3’ (rig.), 53’ Kuhl 89’ (aut.) | Marcatori |  |

| Arbitro: | Collum |

|                                       |           |            |
| Griffiths 44’, 53’ (rig.) Forrest 60’ | Marcatori | 89’ Rooney |

| Arbitro: | Clancy |

|              |           |                                        |
| Dingwall 59’ | Marcatori | 38’ Rogić 54’, 56’ Griffiths 75’ Biton |

| Glasgow 21 novembre 2015, ore 16:00 CET 15ª giornata | Celtic | 0 – 0 referto | Kilmarnock | Celtic Park (42.770 spett.)\| Arbitro: \| Madden \| |
| Arbitro:                                             | Madden |               |            |                                                     |

| Arbitro: | Collum |

|            |           |                                             |
| Storey 39’ | Marcatori | 7’ McGregor 59’ Griffiths 85’ (aut.) Devine |

| Arbitro: | Thomson |

|                                                                               |           |            |
| Lustig 4’ Biton 9’ Rogić 10’ Griffiths 22’, 34’, 54’ Forrest 53’ McGregor 89’ | Marcatori | 73’ Brophy |

| Arbitro: | Allan |

|  |           |                            |
|  | Marcatori | 35’, 67’ Çiftçi 49’ Boyata |

| Arbitro: | Madden |

|           |           |                       |
| Biton 49’ | Marcatori | 53’, 59’ (rig.) Moult |

| Arbitro: | McLean |

|                           |           |                     |
| Nicholson 45+1’ Sow 90+1’ | Marcatori | 42’ Biton 70’ Rogić |

| Dundee 5 aprile 2016, ore 20:45 CEST 21ª giornata | Dundee | 0 – 0 referto | Celtic | Dens Park (9.566 spett.)\| Arbitro: \| Clancy \| |
| Arbitro:                                          | Clancy |               |        |                                                  |

| Arbitro: | Finnie |

|               |           |  |
| Griffiths 90’ | Marcatori |  |

| Arbitro: | Madden |

|            |           |                                              |
| Murray 31’ | Marcatori | 21’, 48’ Griffiths 27’ Šimunović 56’ Commons |

| Arbitro: | Clancy |

|                                     |           |             |
| Mackay-Steven 9’, 55’ Armstrong 43’ | Marcatori | 12’ MacLean |

| Arbitro: | McLean |

|                      |           |                 |
| Hayes 31’ Church 37’ | Marcatori | 90+3’ Griffiths |

| Arbitro: | Clancy |

|                            |           |  |
| Griffiths 45+1’ Boyata 57’ | Marcatori |  |

| Arbitro: | Robertson |

|                                        |           |  |
| Mackay-Steven 54’ Griffiths 59’, 90+3’ | Marcatori |  |

| Arbitro: | Thomson |

|            |           |                      |
| Brophy 73’ | Marcatori | 35’ (rig.) Griffiths |

| Glasgow 2 marzo 2016, ore 20:45 CET 29ª giornata | Celtic | 0 – 0 referto | Dundee | Celtic Park (41.451 spett.)\| Arbitro: \| Beaton \| |
| Arbitro:                                         | Beaton |               |        |                                                     |

| Arbitro: | Finnie |

|                  |           |                            |
| Welsh 85’ (rig.) | Marcatori | 45’ Griffiths 54’ McGregor |

| Arbitro: | Muir |

|  |           |           |
|  | Marcatori | 90’ Rogić |

| Arbitro: | Madden |

|                                    |           |           |
| Mackay-Steven 15’ Roberts 35’, 49’ | Marcatori | 5’ Walker |

| Arbitro: | Collum |

|              |           |                    |
| McDonald 60’ | Marcatori | 44’, 75’ Griffiths |

#### Poule scudetto
| Arbitro: | Robertson |

|               |           |             |
| Griffiths 23’ | Marcatori | 64’ Murdoch |

| Arbitro: | Muir |

|           |           |                                              |
| Dauda 57’ | Marcatori | 17’ Kâzım-Richards 66’ Roberts 85’ Griffiths |

| Arbitro: | Madden |

|                            |           |                          |
| Roberts 7’, 20’ Lustig 49’ | Marcatori | 57’ McGinn 64’ Considine |

| Arbitro: | Collum |

|                         |           |               |
| MacLean 56’ Cummins 77’ | Marcatori | 53’ Griffiths |

| Arbitro: | Anderson |

|                                                                                       |           |  |
| Tierney 21’ Rogić 26’ Lustig 28’ Armstrong 50’ Roberts 54’ Christie 59’ Aitchison 77’ | Marcatori |  |

### Scottish Cup
| Arbitro: | Dallas |

|  |           |                             |
|  | Marcatori | 18’, 84’ Griffiths 42’ Cole |

| Arbitro: | Salmond |

|  |           |                                  |
|  | Marcatori | 21’ Griffiths 50’ Kâzım-Richards |

| Arbitro: | Collum |

|                                              |           |  |
| Griffiths 14’ Mackay-Steven 25’ McGregor 35’ | Marcatori |  |

| Arbitro: | Thomson |

|                                                    |                      |                                                     |
| Miller 16’ McKay 96’                               | Marcatori            | 50’ Sviatchenko 106’ Rogić                          |
| Halliday Tavernier McKay Clark Wallace Zelalem Law | Tiri di rigore 5 – 4 | Mulgrew McGregor Biton Brown Griffiths Lustig Rogić |

### Scottish League Cup
| Arbitro: | McKendrick |

|                          |           |  |
| Commons 32’ Johansen 87’ | Marcatori |  |

| Arbitro: | Beaton |

|                      |           |                         |
| Sutchuin Djoum 90+2’ | Marcatori | 71’ Griffiths 82’ Rogić |

| Arbitro: | Thomson |

|                                       |           |                  |
| Woods 15’ (rig.) Quinn 48’ Schalk 63’ | Marcatori | 1’ Mackay-Steven |

### UEFA Champions League

#### Turni preliminari
| Arbitro: | Siebert |

|                         |           |  |
| Boyata 44’ Johansen 56’ | Marcatori |  |

| Arbitro: | Lardot |

|           |           |                                                    |
| Finsen 7’ | Marcatori | 33’ Biton 49’ Mulgrew 88’ Griffiths 90+3’ Johansen |

| Arbitro: | Schorgenhofer |

|            |           |  |
| Boyata 82’ | Marcatori |  |

| Baku 5 agosto 2015, ore 18:30 CEST Terzo turno preliminare - Ritorno | Qarabağ       | 0 – 0 referto | Celtic | Tofig Bahramov Republican Stadium (31.850 spett.)\| Arbitro: \| Strombergsson \| |
| Arbitro:                                                             | Strombergsson |               |        |                                                                                  |

#### Play-off
| Arbitro: | Brych |

|                             |           |                   |
| Griffiths 3’, 61’ Biton 10’ | Marcatori | 52’, 90+5’ Berget |

| Arbitro: | Mazic |

|                                 |           |  |
| Rosenberg 23’ Boyata 54’ (aut.) | Marcatori |  |

### UEFA Europa League

#### Fase a gironi
| Arbitro: | Banti |

|                        |           |                     |
| Fischer 25’ Schøne 84’ | Marcatori | 8’ Biton 42’ Lustig |

| Arbitro: | Hansen |

|                           |           |                    |
| Griffiths 28’ Commons 32’ | Marcatori | 43’, 48’ Fernandão |

| Arbitro: | Bezborodov |

|                                       |           |             |
| Kamara 11’ Forren 18’ Elyounoussi 56’ | Marcatori | 55’ Commons |

| Arbitro: | Vincic |

|             |           |                            |
| Commons 26’ | Marcatori | 21’ Elyounoussi 37’ Hestad |

| Arbitro: | Zwayer |

|             |           |                     |
| McGregor 4’ | Marcatori | 22’ Milik 88’ Černý |

| Arbitro: | Gumienny |

|              |           |             |
| Marković 39’ | Marcatori | 75’ Commons |

## Statistiche

### Statistiche di squadra
| Competizione         | Punti | In casa | In casa | In casa | In casa | In casa | In casa | In trasferta | In trasferta | In trasferta | In trasferta | In trasferta | In trasferta | Totale | Totale | Totale | Totale | Totale | Totale | DR  |
| Competizione         | Punti | G       | V       | N       | P       | Gf      | Gs      | G            | V            | N            | P            | Gf           | Gs           | G      | V      | N      | P      | Gf     | Gs     | DR  |
| -------------------- | ----- | ------- | ------- | ------- | ------- | ------- | ------- | ------------ | ------------ | ------------ | ------------ | ------------ | ------------ | ------ | ------ | ------ | ------ | ------ | ------ | --- |
| Scottish Premiership | 86    | 19      | 14      | 4       | 1       | 55      | 12      | 19           | 12           | 4            | 3            | 38           | 19           | 38     | 26     | 8      | 4      | 93     | 31     | +62 |
| Scottish Cup         | -     | 1       | 1       | 0       | 0       | 3       | 0       | 2            | 2            | 0            | 0            | 5            | 0            | 4      | 3      | 1      | 0      | 10     | 2      | +8  |
| Scottish League Cup  | -     | 1       | 1       | 0       | 0       | 2       | 0       | 2            | 1            | 0            | 1            | 3            | 4            | 3      | 2      | 0      | 1      | 5      | 4      | +1  |
| Champions League     | -     | 3       | 3       | 0       | 0       | 6       | 2       | 3            | 1            | 1            | 1            | 4            | 3            | 6      | 4      | 1      | 1      | 10     | 5      | +5  |
| Europa League        | 3     | 3       | 0       | 1       | 2       | 4       | 6       | 3            | 0            | 2            | 1            | 4            | 6            | 6      | 0      | 3      | 3      | 8      | 12     | -4  |
| Totale               | -     | 27      | 19      | 5       | 3       | 70      | 20      | 29           | 16           | 7            | 6            | 54           | 32           | 57     | 35     | 13     | 9      | 126    | 54     | +72 |

### Statistiche dei giocatori
In corsivo i giocatori che hanno lasciato la squadra a stagione già iniziata.
| Giocatore         | Premiership | Premiership | Premiership | Premiership | Scottish Cup | Scottish Cup | Scottish Cup | Scottish Cup | Scottish League Cup | Scottish League Cup | Scottish League Cup | Scottish League Cup | Competizioni UEFA | Competizioni UEFA | Competizioni UEFA | Competizioni UEFA | Totale   | Totale | Totale      | Totale     |
| Giocatore         | Presenze    | Reti        | Ammonizioni | Espulsioni  | Presenze     | Reti         | Ammonizioni  | Espulsioni   | Presenze            | Reti                | Ammonizioni         | Espulsioni          | Presenze          | Reti              | Ammonizioni       | Espulsioni        | Presenze | Reti   | Ammonizioni | Espulsioni |
| ----------------- | ----------- | ----------- | ----------- | ----------- | ------------ | ------------ | ------------ | ------------ | ------------------- | ------------------- | ------------------- | ------------------- | ----------------- | ----------------- | ----------------- | ----------------- | -------- | ------ | ----------- | ---------- |
| J. Aitchison      | 1           | 1           | 0           | 0           | 0            | 0            | 0            | 0            | 0                   | 0                   | 0                   | 0                   | 0                 | 0                 | 0                 | 0                 | 1        | 1      | 0           | 0          |
| S. Allan          | 13          | 0           | 1           | 0           | 2            | 0            | 0            | 0            | 0                   | 0                   | 0                   | 0                   | 2                 | 0                 | 1                 | 0                 | 17       | 0      | 2           | 0          |
| E. Ambrose        | 21          | 0           | 4           | 1           | 2            | 0            | 0            | 0            | 2                   | 0                   | 0                   | 1                   | 6                 | 0                 | 2                 | 0                 | 31       | 0      | 6           | 2          |
| S. Armstrong      | 25          | 4           | 3           | 0           | 1            | 0            | 0            | 0            | 2                   | 0                   | 0                   | 0                   | 11                | 0                 | 0                 | 0                 | 39       | 4      | 3           | 0          |
| L. Bailly         | 3           | -4          | 0           | 0           | 2            | -0           | 0            | 0            | 0                   | -0                  | 0                   | 0                   | 0                 | -0                | 0                 | 0                 | 5        | -4     | 0           | 0          |
| N. Biton          | 30          | 5           | 7           | 1           | 3            | 0            | 0            | 0            | 2                   | 0                   | 1                   | 0                   | 11                | 3                 | 1                 | 1                 | 46       | 8      | 9           | 2          |
| T. Blackett       | 3           | 0           | 0           | 0           | 1            | 0            | 0            | 0            | 1                   | 0                   | 0                   | 0                   | 3                 | 0                 | 0                 | 0                 | 8        | 0      | 0           | 0          |
| D. Boerrigter     | 0           | 0           | 0           | 0           | 0            | 0            | 0            | 0            | 0                   | 0                   | 0                   | 0                   | 0                 | 0                 | 0                 | 0                 | 0        | 0      | 0           | 0          |
| D. Boyata         | 26          | 4           | 1           | 1           | 2            | 0            | 0            | 0            | 2                   | 0                   | 0                   | 0                   | 12                | 2                 | 3                 | 0                 | 42       | 6      | 4           | 1          |
| S. Brown          | 22          | 1           | 5           | 0           | 3            | 0            | 0            | 0            | 2                   | 0                   | 0                   | 0                   | 9                 | 0                 | 1                 | 0                 | 36       | 1      | 6           | 0          |
| R. Christie       | 5           | 1           | 0           | 0           | 1            | 0            | 0            | 0            | 0                   | 0                   | 0                   | 0                   | 0                 | 0                 | 0                 | 0                 | 6        | 1      | 0           | 0          |
| N. Çiftçi         | 11          | 4           | 1           | 0           | 0            | 0            | 0            | 0            | 2                   | 0                   | 0                   | 0                   | 9                 | 0                 | 1                 | 0                 | 22       | 4      | 2           | 0          |
| C. Cole           | 4           | 0           | 0           | 0           | 1            | 1            | 0            | 0            | 0                   | 0                   | 0                   | 0                   | 0                 | 0                 | 0                 | 0                 | 5        | 1      | 0           | 0          |
| K. Commons        | 21          | 4           | 0           | 0           | 2            | 0            | 0            | 0            | 2                   | 1                   | 0                   | 0                   | 8                 | 4                 | 1                 | 0                 | 33       | 9      | 1           | 0          |
| L. Fasan          | 0           | -0          | 0           | 0           | 0            | -0           | 0            | 0            | 0                   | -0                  | 0                   | 0                   | 0                 | -0                | 0                 | 0                 | 0        | -0     | 0           | 0          |
| D. Fisher         | 0           | 0           | 0           | 0           | 0            | 0            | 0            | 0            | 0                   | 0                   | 0                   | 0                   | 0                 | 0                 | 0                 | 0                 | 0        | 0      | 0           | 0          |
| J. Forrest        | 19          | 2           | 0           | 0           | 1            | 0            | 0            | 0            | 3                   | 0                   | 0                   | 0                   | 10                | 0                 | 2                 | 0                 | 33       | 2      | 2           | 0          |
| C. Gordon         | 35          | -27         | 1           | 0           | 2            | -2           | 0            | 0            | 3                   | -4                  | 1                   | 0                   | 12                | -15               | 0                 | 0                 | 52       | -48    | 2           | 0          |
| L. Griffiths      | 34          | 31          | 6           | 0           | 4            | 4            | 0            | 0            | 2                   | 1                   | 2                   | 0                   | 11                | 4                 | 1                 | 0                 | 51       | 40     | 9           | 0          |
| L. Henderson      | 1           | 0           | 0           | 0           | 0            | 0            | 0            | 0            | 0                   | 0                   | 0                   | 0                   | 0                 | 0                 | 0                 | 0                 | 1        | 0      | 0           | 0          |
| E. Izaguirre      | 17          | 2           | 2           | 0           | 0            | 0            | 0            | 0            | 1                   | 0                   | 0                   | 0                   | 7                 | 0                 | 4                 | 1                 | 25       | 2      | 6           | 1          |
| S. Janko          | 10          | 0           | 1           | 0           | 0            | 0            | 0            | 0            | 1                   | 0                   | 0                   | 0                   | 2                 | 0                 | 0                 | 0                 | 13       | 0      | 1           | 0          |
| S. Johansen       | 23          | 1           | 5           | 0           | 3            | 0            | 1            | 0            | 3                   | 1                   | 2                   | 0                   | 11                | 2                 | 7                 | 0                 | 40       | 4      | 15          | 0          |
| C. Kâzım-Richards | 11          | 1           | 3           | 0           | 2            | 1            | 0            | 0            | 0                   | 0                   | 0                   | 0                   | 0                 | 0                 | 0                 | 0                 | 13       | 2      | 3           | 0          |
| M. Lustig         | 30          | 4           | 3           | 0           | 3            | 0            | 0            | 0            | 2                   | 0                   | 1                   | 0                   | 11                | 1                 | 3                 | 0                 | 46       | 5      | 7           | 0          |
| G. Mackay-Steven  | 25          | 4           | 1           | 0           | 3            | 1            | 0            | 0            | 2                   | 1                   | 0                   | 0                   | 7                 | 0                 | 0                 | 0                 | 37       | 6      | 1           | 0          |
| D. McGeouch       | 0           | 0           | 0           | 0           | 0            | 0            | 0            | 0            | 0                   | 0                   | 0                   | 0                   | 0                 | 0                 | 0                 | 0                 | 0        | 0      | 0           | 0          |
| C. McGregor       | 27          | 4           | 1           | 0           | 3            | 1            | 0            | 0            | 2                   | 0                   | 0                   | 0                   | 2                 | 1                 | 0                 | 0                 | 34       | 6      | 1           | 0          |
| C. Mulgrew        | 13          | 1           | 2           | 0           | 3            | 0            | 0            | 0            | 0                   | 0                   | 0                   | 0                   | 4                 | 1                 | 0                 | 0                 | 20       | 2      | 2           | 0          |
| A. Nesbitt        | 0           | 0           | 0           | 0           | 0            | 0            | 0            | 0            | 1                   | 0                   | 0                   | 0                   | 0                 | 0                 | 0                 | 0                 | 1        | 0      | 0           | 0          |
| E. O'Connell      | 1           | 0           | 1           | 0           | 0            | 0            | 0            | 0            | 0                   | 0                   | 0                   | 0                   | 0                 | 0                 | 0                 | 0                 | 1        | 0      | 1           | 0          |
| A. Ralston        | 1           | 0           | 0           | 0           | 0            | 0            | 0            | 0            | 0                   | 0                   | 0                   | 0                   | 0                 | 0                 | 0                 | 0                 | 1        | 0      | 0           | 0          |
| P. Roberts        | 11          | 6           | 0           | 0           | 2            | 0            | 0            | 0            | 0                   | 0                   | 0                   | 0                   | 0                 | 0                 | 0                 | 0                 | 13       | 6      | 0           | 0          |
| T. Rogić          | 30          | 8           | 2           | 0           | 2            | 1            | 0            | 0            | 2                   | 1                   | 0                   | 0                   | 5                 | 0                 | 0                 | 0                 | 39       | 10     | 2           | 0          |
| J. Šimunović      | 11          | 1           | 1           | 0           | 1            | 0            | 0            | 0            | 1                   | 0                   | 0                   | 0                   | 4                 | 0                 | 1                 | 0                 | 17       | 1      | 2           | 0          |
| S. Šćepović       | 1           | 0           | 0           | 0           | 0            | 0            | 0            | 0            | 0                   | 0                   | 0                   | 0                   | 0                 | 0                 | 0                 | 0                 | 1        | 0      | 0           | 0          |
| A. Stokes         | 1           | 0           | 0           | 0           | 0            | 0            | 0            | 0            | 0                   | 0                   | 0                   | 0                   | 1                 | 0                 | 0                 | 0                 | 2        | 0      | 0           | 0          |
| E. Sviatchenko    | 14          | 0           | 4           | 0           | 3            | 1            | 2            | 0            | 1                   | 0                   | 0                   | 0                   | 0                 | 0                 | 0                 | 0                 | 18       | 1      | 6           | 0          |
| J. Thomson        | 1           | 0           | 0           | 0           | 0            | 0            | 0            | 0            | 0                   | 0                   | 0                   | 0                   | 0                 | 0                 | 0                 | 0                 | 1        | 0      | 0           | 0          |
| K. Tierney        | 23          | 1           | 1           | 0           | 4            | 0            | 0            | 0            | 2                   | 0                   | 0                   | 0                   | 4                 | 0                 | 0                 | 0                 | 33       | 1      | 1           | 0          |
| V. van Dijk       | 5           | 0           | 0           | 0           | 0            | 0            | 0            | 0            | 0                   | 0                   | 0                   | 0                   | 5                 | 0                 | 2                 | 0                 | 10       | 0      | 2           | 0          |